# Botono
Botono (Butovane, Botonis), hrvatska plemićka obitelj iz Zadra.
Povijesni dokumenti prvi ih put spominju 1283. godine. Dali su nekoliko poznatih pripadnika, uglavnom u svećenstvu. Ivan Botono je bio zadarski biskup, Vid Botono i Vid Botono ml. bili su hvarski biskupi. Kad je izbila pobuna pučana u Zadru 1346. Bivald Grgurov Botono i njegov stariji sin Grgur bili su jedini plemići koji su se pridružili pučanima, dapače su bili vođe. Franjo Mihalkov Botono spominje se 1354. kao zlatar. Franjo Botonov je bio posljednji potomak obitelji(oko 1445.).